# Любашёвский район
Любашёвский район (укр. Любашівський район) — ликвидированная административная единица на северо-востоке Одесской области Украины. Административный центр — пгт Любашёвка.
Район ликвидирован 17 июля 2020 года в рамках административно-территориальной реформы на Украине. Территория района вошла в состав укрупнённого Подольского района.

## География
Располагается на границе лесостепной и степной зон Украины.
Основные реки, протекающие через район — Кодыма, Тилигул, Чичиклея.
Климат — умеренно континентальный.

## История
29 декабря 1791 (9 января 1792) года заключён Ясский мирный договор, положивший конец русско-турецкой войне 1787—1792 гг. Договор закрепил за Россией всё Северное Причерноморье. К ней отошли земли между Южным Бугом и Днестром. Сразу после этого царское правительство начало активно колонизировать новые территории, которые до этого заселялись стихийно. Появилось много поселений, в том числе, и на месте нынешнего Любашёвского района. Как правило, эти поселки размещались в долинах рек. Реки Тилигул и Кодыма в то время были судоходными.
В XIX веке территория нынешнего Любашёвского района южнее Кодымы относилась к Ананьевскому уезду Херсонской губернии. Существовало 4 волости: Любашёвская, Боковская, Гвоздавская, Свято-Троицкая.
В Любашёвскую волость входили следующие населённые пункты: д. Степановка, х. Ивановка, д. Антоновка (Колонтаевка), х. Цыбульского, д. Агеевка (Майорская), х. Сыровский, д. Новоселовка (Сахаровка, Бобрицкий посёлок), х. Демидовка, д. Яновка, х. Раевка, д. Марьяновка (Бернадского), д. Александровка, х. Ольгополь (Онищенка), х. Заторского. Также существовали селения, впоследствии объединившиеся в нынешний райцентр — д. Николаевка (Хорунжева, Тимофеевка, Черноморская), основанная в конце XVIII века; хутора Тимофеева Кирилла и Даниила, собственно с. Любашёвка (Черноморское, Довгенька) — Любашёвский посёлок; местечко Софиевка (х. Любинский, х. Поппер — основанные в 1880 году).
В Боковскую волость входили такие пункты: д. Марьяновка (Ново-Хоментовка), д. Ульяновка, д. Петровка и х. Ковальчука, д. Игнатовка, местечко Боково (Меланка), деревни Малая Чайковка, Демидовка (Вислоухова), хутора Заплазы, Ермаков посёлок, Казачий Раздол, Драшковича, Казачий Яр (Стражница), Новоселовка.
Гвоздавская волость включала в себя с. Бобрик (Второй) с хутором, с. Гвоздавку (основанное выходцами из Молдавии), х. Мелана, х. Васильева (Лукьяненко), д. Федоровку, д. Ново-Александровку, д. Познанку, х. Застремб, х. Хризанф, с. Ясеново, х. Гертиев (Пожарова Андрея), около 20 лесных сторожек и хуторов, ЖД-станцию Заплазы.
Свято-Троицкая волость состояла из таких поселений: местечко Свято-Троицкое (Волхонское) с хуторами Кацанка, Шайтановка, Новоселка; а также д. Аннополь, д. Борки, д. Катериновка, х. Бернардовка, х. Ново-Корбовка, дер. Ивановка, Болгарка, Панкратьевка; Комаровка; Малая Васильевка; Михайловка, Анновка; Большая Васильевка (Осташенкова); Федоровка, х. Вербовый (Семенова); д. Большая Боярка.
Территория севернее Кодымы принадлежала к Подольской губернии. Так, состав Велико-Бобрикской волости Балтского уезда входили Великий Бобрик, Малый Бобрик, Кричуново, Кривое Озеро.
Становление Советской власти сопровождалось коллективизацией.
Во время Великой Отечественной войны в селе Гвоздавка Вторая располагался немецкий концлагерь, в котором содержались евреи. Вблизи села, на месте концлагеря установлен памятный знак.
28 ноября 1957 года к Любашёвскому району была присоединена часть территории упразднённого Троицкого района.
В период холодной войны возле Любашёвки размещалась военная часть РВСН, обеспечивающая базы ядерных ракет вблизи города Первомайск. После расформирования части остались склады высокотоксичного ракетного топлива.

## Население
Численность населения района — 29 672 человек, из них городского населения — 10 548 человек, сельского — 19 124 человека.

## Административное устройство
- Количество советов: поселковых — 2, сельских — 14
- Количество населённых пунктов: поселков городского типа — 2, сёл — 51

## Экономика
- Заплазский сахарный завод
- Заплазский ХПП
- ПрАТ «Любашёвский элеватор»
- Агрофирма «Зеленогорская»
- Любашёвская районная больница ветеринарной медицины
- Троицкий молочный завод
- Любашёвское РТП
- ЧАО «УкрАгро НПК»

## Транспорт
На железнодорожной ветке Котовск — Первомайск расположены станции Заплазы и Любашёвка.
Через район проходят международные транспортные коридоры, в том числе — трасса E 95 М-05 Санкт-Петербург — Киев — Одесса и трасса М-13 Кропивницкий — Платоново (украино-молдавская граница).

## Медицина
В районе имеется центральная районная больница (Любашёвка), 7 амбулаторий, 28 фельдшерских пунктов. В ЦРБ имеется поликлиника, родильный дом, отделения терапии, хирургии, травматологии, неврологии, педиатрии, инфекционных болезней, реанимации.

## Культура
Районный Дом культуры (в помещении расположен краеведческий музей), районная библиотека, дом народного творчества в селе Троицкое, этнографическая коллекция в селе Агафиевка, дом культуры в пгт Зеленогорское.

## Достопримечательности

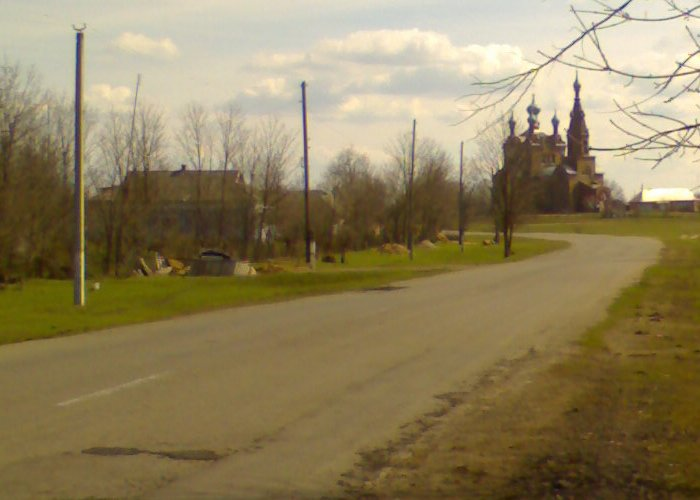
Село Покровка

- Храм в селе Покровка Св. Иоанна Богослова (1911 г.)
- Здание ж/д станции в Любашёвке (ХІХ ст.)
- Мемориал воинам ВОВ в Любашёвке
- Старинное еврейское кладбище в центре Любашёвки
- Долина реки Кодыма

## Исчезнувшие населённые пункты
- Корнеевка